# Parallelia dentilinea
Parallelia dentilinea är en fjärilsart som beskrevs av Bethune-Baker 1906. Parallelia dentilinea ingår i släktet Parallelia och familjen nattflyn. Inga underarter finns listade i Catalogue of Life.